# 대한민국 상법 제64조
대한민국 상법 제64조는 상사시효에 대한 상법 상행위편의 조문이다.

## 조문
제64조 (상사시효) 상행위로 인한 채권은 본법에 다른 규정이 없는 때에는 5년간 행사하지 아니하면 소멸시효가 완성한다. 그러나 다른 법령에 이보다 단기의 시효의 규정이 있는 때에는 그 규정에 의한다.

第64條 (商事時效) 商行爲로 因한 債權은 本法에 다른 規定이 없는 때에는 5年間 行使하지 아니하면 消滅時效가 完成한다. 그러나 다른 法令에 이보다 短期의 時效의 規定이 있는 때에는 그 規定에 依한다.

## 비교 조문
제162조 (채권, 재산권의 소멸시효) (1) 채권은 10년간 행사하지 아니하면 소멸시효가 완성한다.

## 판례

### 보조적 상행위 =
- 당사자 쌍방에 대하여 모두 상행위가 되는 행위로 인한 채권뿐만 아니라 당사자 일방에 대하여만 상행위에 해당하는 행위로 인한 채권도 상법 제64조에서 정한 5년의 소멸시효기간이 적용되는 상사채권에 해당하는 것이고, 그 상행위에는 상법 제46조 각 호에 해당하는 기본적 상행위뿐만 아니라 상인이 영업을 위하여 하는 보조적 상행위도 포함된다[1]
- 상인이 기본적 영업활동을 종료하거나 폐업신고를 하였더라도 청산사무나 잔무처리가 남아 있는 동안에는 그러한 청산사무나 잔무처리 행위 역시 영업을 위한 행위로서 보조적 상행위로 볼 수 있다. 피고의 이 사건 공정증서 작성 행위는 폐업에 따른 청산사무 또는 잔무를 처리하는 보조적 상행위에 해당한다[2].
- 당사자 쌍방에 대하여 모두 상행위가 되는 행위로 인한 채권뿐만 아니라 당사자 일방에 대하여만 상행위에 해당하는 행위로 인한 채권도 상법 제64조 소정의 5년의 소멸시효기간이 적용되는 상사채권에 해당하는 것이고, 그 상행위에는 상법 제46조 각 호에 해당하는 기본적 상행위뿐만 아니라 상인이 영업을 위하여 하는 보조적 상행위도 포함되며, 상인이 영업을 위하여 하는 행위는 상행위로 보되 상인의 행위는 영업을 위하여 하는 것으로 추정되는 것이다.[3]

### 상행위인 계약의 해제로 인한 원상회복청구권 =
- 상행위인 계약의 해제로 인한 원상회복청구권도 상법 제64조의 상사시효의 대상이 된다[4]

### 상행위인 보증보험계약으로 인한 원상회복청구권 =
- 상행위에 해당하는 보증보험계약에 기초한 급부가 이루어짐에 따라 발생한 부당이득반환청구권에 대하여 5년의 상사소멸시효가 적용된다[5]

### 은행대출금의 지연손해금 =
- 은행대출금의 지연손해금에 대한 소멸시효는 5년간의 소멸시효를 규정한 상 63조가 적용되어야 한다[6]

### 면책적 채무인수
- 면책적 채무인수라도 상사시효의 적용이 달라지지 않는다[7]

### 민법의 10년 소멸시효기간 적용
- 교통사고 피해자가 가해차량이 가입한 책임보험의 보험자로부터 사고로 인한 보험금을 수령하였음에도 자동차손해배상 보장사업을 위탁받은 보험사업자로부터 또다시 피해보상금을 수령한 것을 원인으로 한 위 보험사업자의 피해자에 대한 부당이득반환청구권에 관하여는 상법 제64조가 적용되지 아니하고, 그 소멸시효기간은 민법 제162조 제1항에 따라 10년이라고 봄이 상당하다[8]
- 사용자가 상인으로서 영업을 위하여 근로자와 체결하는 근로계약이 보조적 상행위에 해당하더라도 근로계약에 수반되는 신의칙상의 부수적 의무인 보호의무를 위반하여 근로자에게 손해를 입힘으로써 발생한 근로자의 손해배상청구와 관련된 법률관계는 근로자의 생명, 신체, 건강 침해 등으로 인한 손해의 전보에 관한 것으로서 그 성질상 정형적이고 신속하게 해결할 필요가 있다고 보기 어렵다. 따라서 근로계약상 보호의무 위반에 따른 근로자의 손해배상청구권은 특별한 사정이 없는 한 10년의 민사 소멸시효기간이 적용된다[9].
- 이익의 배당이나 중간배당은 회사가 획득한 이익을 내부적으로 주주에게 분배하는 행위로서 회사가 영업으로 또는 영업을 위하여 하는 상행위가 아니므로 배당금지급청구권은 상법 제64조가 적용되는 상행위로 인한 채권이라고 볼 수 없다. 따라서 위법배당에 따른 부당이득반환청구권 역시 근본적으로 상행위에 기초하여 발생한 것이라고 볼 수 없고, 10년의 민사소멸시효에 걸린다고 보아야 한다[10].

## 참고문헌
- 김성탁. (2010). 一般商事消滅時效에 관한 商法 제64조의 立法趣旨와 그 適用對象에 관한 小考. 법학연구, 13(3), 75-111.
- 임재호. (2007). 상법 제64조(상사시효)의 적용범위. 법학연구, 47(2), 275-300.

## 같이 보기
- 소멸시효
- 대한민국 민법 제162조